# Paris-Roubaix de 1908
A 13.ª edição da corrida ciclista Paris-Roubaix teve lugar a 19 de abril de 1908 e foi vencida pelo belga Cyrille Van Hauwaert.

## Classificação final
|    | Ciclista             | Equipa         | Tempo       |
| -- | -------------------- | -------------- | ----------- |
| 1  | Cyrille van Hauwaert | Alcyon         | 10h 34' 25" |
| 2  | Georges Lorgeou      | La Française   | + 3' 35"    |
| 3  | François Faber       | Peugeot-Wolber | + 5' 05"    |
| 4  | August Ringeval      | Alcyon         | + 11' 35"   |
| 5  | Louis Trousselier    | Alcyon         | + 21' 35"   |
| 6  | Georges Passerieu    | Peugeot-Wolber | + 23' 35"   |
| 7  | André Pottier        | Peugeot-Wolber | + 24' 35"   |
| 8  | Gustave Garrigou     | Peugeot-Wolber | + 25' 00"   |
| 9  | Émile Georget        | Peugeot-Wolber | + 29' 00"   |
| 10 | Jules Masselis       | Alcyon         | + 32' 00"   |